# Le Mamea Ropati

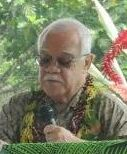
Le Mamea Ropati

Le Mamea Ropati (* 1945) ist ein samoanischer Politiker. Er ist Mitglied des Kabinetts und war früher Führer der Opposition. Er kandidierte für die Territorial Constituency Lefaga und Falese’ela (Aʻana) zwischen 1979 und 1987 und erneut seit 1991.

## Leben
1982 hatte er Posten als Minister of Lands Survey, Post Office and Broadcasting. Danach war er Minister of Education, Youth, Sports & Cultural Affairs and Labour in der Regierung von Tofilau Eti Alesana. Zwischen 2001 und 2006 war er Führer der Oppositionspartei Samoa Democratic United Party.
Am 31. August 2006 wurde Ropati als Führer der SDUP abgesetzt. Der neue Parteivorsitzende wurde Asiata Saleʻimoa Vaʻai. In der Folge verließ er die Partei, die auseinanderbrach.
Im Februar 2010 veröffentlichte Ropati, dass er von seinem Wahlbezirk aufgefordert worden sei, als Kandidat für die Human Rights Protection Party anzutreten. Er war ebenfalls von der Tautua Samoa Party angefragt worden. Er erhielt den Posten alsu Minister of Agriculture, Fisheries and Agriculture Store.
2017 wurde ihm auch der Häuptlingstitel Tapusatele angetragen.